# Valleberga socken
Valleberga socken i Skåne ingick i Ingelstads härad, ingår sedan 1971 i Ystads kommun och motsvarar från 2016 Valleberga distrikt.
Socknens areal är 20,02 kvadratkilometer varav 19,06 land. År 2000 fanns här 500 invånare. Orten Kåseberga med Ales stenar samt kyrkbyn Valleberga med sockenkyrkan Valleberga kyrka ligger i socknen.

## Administrativ historik
Socknen har medeltida ursprung. 
Vid kommunreformen 1862 övergick socknens ansvar för de kyrkliga frågorna till Valleberga församling och för de borgerliga frågorna bildades Valleberga landskommun. Landskommunen uppgick 1952 i Löderups landskommun som 1971 uppgick i Ystads kommun samtidigt som området överfördes till Malmöhus län. Församlingen uppgick 2002 i Löderups församling.
1 januari 2016 inrättades distriktet Valleberga, med samma omfattning som församlingen hade 1999/2000.  
Socknen har tillhört län, fögderier, tingslag och domsagor enligt vad som beskrivs i artikeln Ingelstads härad. De indelta soldaterna tillhörde Södra skånska infanteriregementet, Ingelsta kompani och Skånska dragonregementet, Borreby skvadron, Borreby kompani.

## Geografi
Valleberga socken ligger öster om Ystad med Östersjökusten i söder. Socknen är en mjukt kuperad odlingsbygd.
I äldre tid låg socknens bebyggelse huvudsakligen samlad i den stora kyrkbyn Valleberga. I socknens norra del ligger byn Fröslöv och längst i söder ligger fiskeläget Kåseberga. I samband med enskiftet 1818–1819 flyttades de flesta av kyrkbyns gårdar. Gatehusbebyggelsen flyttades söderut till Peppinge. I samband med järnvägens dragning genom socknen växte ett stationssamhälle, Hedvigsdal, upp strax norr om kyrkbyn.. 

## Fornlämningar
Cirka 40 boplatser från stenåldern är funna. Från bronsåldern finns cirka 20 gravhögar. Från järnåldern finns flatmarksgravfält och skeppssättningar, mest känd är Ale stenar. En runsten, den så kallade Vallebergastenen, vilken sedermera kom att flyttas till Universitetsplatsen i Lund namnger några av traktens män som stupat under ett vikingatåg till England.

## Namnet
Namnet skrevs i slutet av 1200-talet Walläbiarghä och kommer från kyrkbyn. Namnet innehåller vall, slät, gräsbevuxen mark' och berg..